# كارل أوسكار كوليت
كارل أوسكار كوليت هو شخصية أعمال وسياسي نرويجي، ولد في 2 فبراير 1922 في أوسلو في النرويج، وتوفي بنفس المكان في 21 مايو 2008. نشط حزبياً في حزب المحافظين.